# Dopolavoro Aziendale Arsa 1938-1939
Questa voce raccoglie le informazioni riguardanti il Dopolavoro Aziendale Arsa nelle competizioni ufficiali della stagione 1938-1939.

## Rosa
| N. |                   | Ruolo | Calciatore           |
| -- | ----------------- | ----- | -------------------- |
|    | Italia (bandiera) |       | Mario Bellini (II)   |
|    | Italia (bandiera) |       | Oreste Bellini (I)   |
|    | Italia (bandiera) |       | Giuseppe Bradaschia  |
|    | Italia (bandiera) | A     | Gino Brenco          |
|    | Italia (bandiera) |       | Ottavio Fabro        |
|    | Italia (bandiera) | A     | Renato Gardini       |
|    | Italia (bandiera) |       | Giorgio Giambastiani |
|    | Italia (bandiera) | C     | Bruno Hervatin       |

| N. |                   | Ruolo | Calciatore       |
| -- | ----------------- | ----- | ---------------- |
|    | Italia (bandiera) |       | Felice Maligoi   |
|    | Italia (bandiera) | C     | Libero Molinis   |
|    | Italia (bandiera) |       | Bruno Persi      |
|    | Italia (bandiera) |       | Giacomo Stacul   |
|    | Italia (bandiera) |       | Nicola Stante    |
|    | Italia (bandiera) |       | Nello Tomat      |
|    | Italia (bandiera) |       | Giuseppe Viverit |
|    | Italia (bandiera) | C     | Bruno Ziz        |

## Risultati

### Serie C

#### Girone A

##### Girone di andata
| Monfalcone 20 novembre 1938 1ª giornata | CRDA Monfalcone | 3 – 0 | Arsa |  |

| Arsia 25 settembre 1938 2ª giornata | Arsa | 0 – 1 | Udinese |  |

| Isola d'Istria 2 ottobre 1938 3ª giornata | Ampelea | 1 – 0 | Arsa |  |

| Arsia 9 ottobre 1938 4ª giornata | Arsa | 1 – 0 | Audace SME |  |

| Arsia 16 ottobre 1938 5ª giornata | Arsa | 2 – 3 | Grion Pola |  |

| Vicenza 30 ottobre 1938 6ª giornata | Vicenza | 2 – 1 | Arsa |  |

| Arsia 6 novembre 1938 7ª giornata | Arsa | 1 – 1 | Rovigo |  |

| Gorizia 13 novembre 1938 8ª giornata | Pro Gorizia | 2 – 0 | Arsa |  |

| Araia 27 novembre 1938 9ª giornata | Arsa | 1 – 1 | Fiumana |  |

| Mestre 4 dicembre 1938 10ª giornata | Mestre | 0 – 2 | Arsa |  |

| Arsia 18 dicembre 1938 11ª giornata | Arsa | 1 – 1 | Treviso |  |

| Trieste 31 dicembre 1938 12ª giornata | Ponziana | 2 – 2 | Arsa |  |

| Arsia 8 gennaio 1939 13ª giornata | Arsa | 3 – 5 | Marzotto Valdagno |  |

##### Girone di ritorno
| Arsia 15 gennaio 1939 14ª giornata | Arsa | 2 – 0 | CRDA Monfalcone |  |

| Udine 22 gennaio 1939 15ª giornata | Udinese | 4 – 0 | Arsa |  |

| Arsia 29 gennaio 1939 16ª giornata | Arsa | 0 – 0 | Ampelea |  |

| Verona 5 febbraio 1939 17ª giornata | Audace SME | 3 – 1 | Arsa |  |

| Pola 12 febbraio 1939 18ª giornata | Grion Pola | 2 – 0 | Arsa |  |

| Arsia 19 febbraio 1939 19ª giornata | Arsa | 1 – 0 | Vicenza |  |

| Rovigo 5 marzo 1939 20ª giornata | Rovigo | 0 – 0 | Arsa |  |

| Arsia 12 marzo 1939 21ª giornata | Arsa | 3 – 0 | Pro Gorizia |  |

| Fiume 19 marzo 1939 22ª giornata | Fiumana | 0 – 1 | Arsa |  |

| Arsia 2 aprile 1939 23ª giornata | Arsa | 3 – 0 | Mestre |  |

| Treviso 9 aprile 1939 24ª giornata | Treviso | 3 – 1 | Arsa |  |

| Arsia 16 aprile 1939 25ª giornata | Arsa | 3 – 1 | Ponziana |  |

| Valdagno 23 aprile 1939 26ª giornata | Marzotto Valdagno | 1 – 1 | Arsa |  |

### Coppa Italia
| Arbitro: | Mayer |

|            |           |                               |
| Stetka 53’ | Marcatori | 32’ Bellini II 40’ Bradaschia |

| Isola d'Istria 11 settembre 1938 Primo turno | Ampelea | 1 – 1 (d.t.s.) | Arsa |  |

| Arsia 20 ottobre 1938 Primo turno (ripetizione) | Arsa | 2 – 1 (d.t.s.) referto | Ampelea |  |